# Paroecanthus aztecus
Paroecanthus aztecus är en insektsart som beskrevs av Henri Saussure 1874. Paroecanthus aztecus ingår i släktet Paroecanthus och familjen syrsor. Inga underarter finns listade i Catalogue of Life.